# Torneio de Montreux de 1993
O Torneio de Montreux de 1993 foi a 54.ª edição do Torneio de Montreux.

## 1.ª Fase

### Grupo A
|   | Equipa              | Pts | J | V | E | D | GM | GS | DG  |
| - | ------------------- | --- | - | - | - | - | -- | -- | --- |
| 1 | Roller Monza        | 8   | 4 | 4 | 0 | 0 | 25 | 9  | 16  |
| 2 | Argentina           | 6   | 4 | 3 | 0 | 1 | 23 | 9  | 14  |
| 3 | Montreux HC         | 4   | 4 | 2 | 0 | 2 | 14 | 17 | -3  |
| 4 | França              | 2   | 4 | 1 | 0 | 3 | 14 | 22 | -8  |
| 5 | Angola (esperanças) | 0   | 4 | 0 | 0 | 4 | 7  | 26 | -19 |

|                     | Suíça | França | Angola | Itália | Argentina |
| ------------------- | ----- | ------ | ------ | ------ | --------- |
| Montreux HC         |       |        |        |        |           |
| França              | 5-6   |        |        |        |           |
| Angola (esperanças) | 1-4   | 2-7    |        |        |           |
| Roller Monza        | 7-3   | 9-2    | 4-1    |        |           |
| Argentina           | 4-1   | 5-0    | 11-3   | 3-5    |           |

### Grupo B
|   | Equipa      | Pts | J | V | E | D | GM | GS | DG  |
| - | ----------- | --- | - | - | - | - | -- | -- | --- |
| 1 | Portugal    | 8   | 4 | 4 | 0 | 0 | 39 | 5  | 34  |
| 2 | Tordera     | 4   | 4 | 2 | 0 | 2 | 13 | 13 | 0   |
| 3 | Sertãozinho | 4   | 4 | 2 | 0 | 2 | 8  | 22 | -14 |
| 4 | Holanda     | 2   | 4 | 1 | 0 | 3 | 10 | 16 | -6  |
| 5 | Alemanha    | 2   | 4 | 1 | 0 | 3 | 10 | 24 | -14 |

|             | Países Baixos | Espanha | Brasil | Portugal | Alemanha |
| ----------- | ------------- | ------- | ------ | -------- | -------- |
| Holanda     |               |         |        |          |          |
| Tordera     | 6-3           |         |        |          |          |
| Sertãozinho | 4-3           | 2-5     |        |          |          |
| Portugal    | 5-0           | 5-0     | 13-0   |          |          |
| Alemanha    | 1-4           | 3-2     | 1-2    | 5-16     |          |

## 2.ª Fase

### 5.º - 120.º Lugar
|   | Equipa              | Pts | J | V | E | D | GM | GS | DG  |
| - | ------------------- | --- | - | - | - | - | -- | -- | --- |
| 1 | Montreux HC         | 8   | 5 | 4 | 0 | 1 | 29 | 22 | 7   |
| 2 | Holanda             | 7   | 5 | 3 | 1 | 1 | 22 | 14 | 8   |
| 3 | Sertãozinho         | 6   | 5 | 3 | 0 | 2 | 20 | 19 | 1   |
| 4 | França              | 5   | 5 | 2 | 1 | 2 | 20 | 17 | 3   |
| 5 | Alemanha            | 4   | 5 | 2 | 0 | 3 | 15 | 15 | 0   |
| 6 | Angola (esperanças) | 0   | 5 | 0 | 0 | 5 | 9  | 28 | -19 |

|                     | Brasil | França | Angola | Países Baixos | Suíça | Alemanha |
| ------------------- | ------ | ------ | ------ | ------------- | ----- | -------- |
| Sertãozinho         |        |        |        |               |       |          |
| França              | 6-3    |        |        |               |       |          |
| Angola (esperanças) | 4-7    | 2-7    |        |               |       |          |
| Holanda             | 3-4    | 1-1    | 5-2    |               |       |          |
| Montreux HC         | 5-4    | 6-5    | 4-1    | 6-9           |       |          |
| Alemanha            | 1-2    | 5-1    | 5-0    | 1-4           | 3-8   |          |

### Apuramento Campeão
|   | Equipa       | Pts | J | V | E | D | GM | GS | DG |
| - | ------------ | --- | - | - | - | - | -- | -- | -- |
| 1 | Argentina    | 4   | 3 | 2 | 0 | 1 | 12 | 7  | 5  |
| 2 | Roller Monza | 3   | 3 | 1 | 1 | 1 | 5  | 6  | -1 |
| 3 | Tordera      | 3   | 3 | 1 | 1 | 1 | 8  | 9  | -1 |
| 4 | Portugal     | 2   | 3 | 0 | 2 | 1 | 10 | 13 | -3 |

|              | Argentina | Portugal | Espanha | Itália |
| ------------ | --------- | -------- | ------- | ------ |
| Argentina    |           |          |         |        |
| Portugal     | 4-7       |          |         |        |
| Tordera      | 3-2       | 4-4      |         |        |
| Roller Monza | 0-3       | 2-2      | 3-1     |        |

## Classificação final
| Lugar | Seleção             |
| ----- | ------------------- |
|       | Argentina           |
|       | Roller Monza        |
|       | Tordera             |
| 4     | Portugal            |
| 5     | Sertãozinho         |
| 6     | França              |
| 7     | Angola (esperanças) |
| 8     | Holanda             |
| 9     | Montreux HC         |
| 10    | Alemanha            |

| Torneio Montreux 1993 |
| --------------------- |
| Argentina             |
| ARGENTINA 2.º         |